# 乍得阿拉伯語
查德阿拉伯語（阿拉伯语：‎）又稱巴加拉阿拉伯語，是阿拉伯語眾多方言中的一支，於20世紀初由英、法語言學者發現並記錄。它的範圍是薩赫勒地區呈橢圓狀東西分布，約在東經12－20度以及北緯10－14度，這包含蘇丹與查德不小的領土，還有查德湖周遭的地區、中非共和國及南蘇丹。此外，查德阿拉伯語雖然使用範圍廣泛，但在大多數地區的重要度卻相當低。

## 參考文獻

橘色塊為查德阿拉伯語的分布範圍，而實際上尼日的邊境也有分布

### 延伸閱讀
- Woidich, Manfred. 1988. [Review of Kaye 1987]  （页面存档备份，存于）. Journal of the American Oriental Society, Oct. - Dec. 1988, 108(4): 663-665